# Blanche Sabbah
Pour les articles homonymes, voir Sabbah.
Blanche Sabbah, née à Paris en 1995, est autrice de BD et militante pour le féminisme et l'urgence climatique.

## Biographie
Blanche Sabbah dessine depuis son enfance, et grandit avec un père fan de bande dessinée. Elle intègre l’Académie Brassart Delcourt à Paris après avoir entamé une classe préparatoire qu'elle arrête en cours d'année car la pédagogie ne lui correspond pas.  Elle intègre ensuite un cursus universitaire. Elle réalise alors une licence Lettres et Arts suivi d'un master 1 Lettres, arts et pensée contemporaine à Paris Diderot. Elle intègre ensuite un master 2 Art et sociologie à l’EHESS. En parallèle de son Master 2, Blanche Sabbah rejoint un collectif de collages contre les féminicides à Paris durant sa dernière année d'études, ce qui constitue un événement important dans son engagement féministe. Elle réalise un Erasmus à Madrid en 2018, et dit avoir eu un déclic féministe en découvrant le féminisme espagnol.
En parallèle de ses études, Blanche Sabbah est activiste féministe et pour l'urgence climatique. Elle lance son compte Instagram Lanuitremueparis, qui prend de l'ampleur en 2020, et sur lequel elle dessine son quotidien et vulgarise des concepts militants, notamment féministes. Au fil des années, le compte prend une tournure plus militante avant de se consacrer exclusivement à cette dimension. L'engagement féministe de Blanche Sabbah a été nourri entre autres par des œuvres telles que Le Deuxième sexe de Simone de Beauvoir, qui la lance sur la voie du militantisme, ou encore le podcast Un podcast à soi. Parmi ses inspirations dans le domaine de la bande dessinée, on trouve notamment La légèreté de Catherine Meurisse ou Les Culottées de Pénélope Bagieu,.
Le 12 mars 2020, elle signe la tribune « Nous, militantes féministes et juives, accusons aussi Polanski », dénonçant l'instrumentalisation de l'antisémitisme dans la défense de Roman Polanski à la suite de la 45ème Cérémonie des César.
Blanche Sabbah expose à la Sister's Factory (lieu visant à promouvoir les réalisations des femmes dans différents corps de métier) du 5 au 14 mars 2020. L'exposition a pour but de mettre en avant la sororité des femmes dans la modernité .
En 2021, Blanche Sabbah publie sa première BD, : Marinette, scénarisé par l'humoriste, actrice et réalisatrice Marie Papillon et traitant de sujets tels que le consentement, l'homosexualité ou encore le racisme, de manière à en discuter avec son enfant.
À partir de 2022, Blanche Sabbah publie plusieurs BDs féministes engagées. Elle écrit avec Eve Cambreleng, autrice du compte Instagram aboutevie, la BD Nos Mutineries : réponses imparables aux idées reçues sur le féminisme. Cette BD pédagogique décortique les arguments anti-féministes en une douzaine de chapitres. Blanche Sabbah publie la même année sa première BD en tant que dessinatrice et scénariste : Mythes & Meufs. Initialement publiée sous la formes de strips sur le compte Instagram de Mâtin quel journal à partir de janvier 2021, la BD voit le jour au format papier en 2022. Mythes & Meufs est une relecture féministe des figures féminines stéréotypées peuplant les mythes, contes et légendes de notre enfance, dont la narration se fait habituellement sous une vision patriarcale,.
Le 11 mars 2023, elle est invitée à participer à une rencontre croisée avec l'autrice Tiffany Cooper au Pop Women Festival (événement axé sur la pop culture mettant l'action sur les la créativité féminines et ses différentes expressions) Il était une autre fois ! .
En août 2023, Blanche Sabbah publie Histoire de France au féminin, scénarisé par l'historienne Sandrine Mirza. Accessible pour les enfants dès le collège, le but de la BD est de redonner leur place aux femmes dans l'histoire de France, de la préhistoire à nos jours.
Elle publie en septembre 2023 le second tome de Mythes & Meufs : Mythes & Meufs 2.
Début 2025, sa prochaine bande-dessinée est en préparation. Le projet est une œuvre d'heroic fantasy, dont le décor s'inspirera du patrimoine saumurois.
Au printemps 2025, elle alerte sur l'instrumentalisation de la lutte contre l'antisémitisme et prend position pour demander une meilleure prise en compte de cette question dans les mouvements écologistes et féministes, et plus largement par les politiques de gauche.

## Publications
- Marie Papillon et Blanche Sabbah, Marinette, Paris, Hachette Pratique, 2021 (ISBN 9782017101291)
- Blanche Sabbah et Eve Cambreleng, Nos Mutineries, Paris, Mango, 2022 (ISBN 9782317033742)
- Blanche Sabbah, Mythes & Meufs, Paris, Dargaud, 2022 (ISBN 9782205204186)
- Blanche Sabbah et Sandrine Mirza (scénariste), Histoire de France au féminin, Paris, Casterman, 2023 (ISBN 9782203235533)
- Blanche Sabbah, Mythes & Meufs, t. 2, Paris, Dargaud, 2023 (ISBN 9782205208214)

## Expositions
- La Nuit remue Paris, Sister's factory, mars 2020